# Naanum Oru Penn
Pour plus de détails, voir Fiche technique et Distribution.
Naanum Oru Penn est un film dramatique indien écrit et réalisé par A. C. Tirulokchandar et sorti en 1963.

## Distribution
- S. S. Rajendran : Bhaskar
- C. R. Vijayakumari : Kalyani
- S. V. Ranga Rao : Zamindar of Selvapuram
- M. R. Radha : Sabapathi
- S. V. Subbiah : Kali
- Nagesh : Chidambaram
- A. V. M. Rajan : Balu
- Pushpalatha
- Chittoor V. Nagaiah (invité)
- S. A. Ashokan (invité)